# Соул – Орбост
Соул — Орбост — офшорний газопровід на південному сході Австралії.
Трубопровід спорудили в 2018 році для видачі розташованого в басейні Купер газового родовища Соул (видало першу продукцію у 2020-му). Він починається в районі з глибиною моря 124 метри, має довжину 67 (за іншими даними — 65) кілометрів та виконаний у діаметрі 300 мм. У кінцевому пункті ресурс передається на установку підготовки Орбост.
Спорудження газопроводу виконало трубоукладальне судно Seven Oceans.